# Albertisia mangenotii
Albertisia mangenotii är en tvåhjärtbladig växtart som först beskrevs av Guillaumet och Debray, och fick sitt nu gällande namn av L.L.Forman. Albertisia mangenotii ingår i släktet Albertisia och familjen Menispermaceae. Inga underarter finns listade i Catalogue of Life.